# Medische pers
Met de term medische pers wordt in België meestal het geheel van kranten, tijdschriften en elektronische media bedoeld die gratis aan artsen en andere voorschrijvers van geneesmiddelen worden bezorgd. Voorbeelden van kranten uit de medische pers zijn de Artsenkrant, de Huisarts en het Medisch Weekblad. Bekende namen bij de tijdschriften (maandbladen) zijn Patient Care, Tempo Medical en Semper. Ook nichetijdschriften met een beperkte oplage maken deel uit van de medische pers. Belgische psychiaters en neurologen bijvoorbeeld krijgen gratis Patient Care Neuropsychiatrie en Neuron, naast alle andere kranten en tijdschriften die zich tot artsen in bredere zin richten. Van al deze bladen verschijnen er afzonderlijke edities in het Nederlands en het Frans.
Het leesbereik van de Belgische medische pers wordt jaarlijks onderzocht met behulp van de Multimed.